# جواز سفر إثيوبي

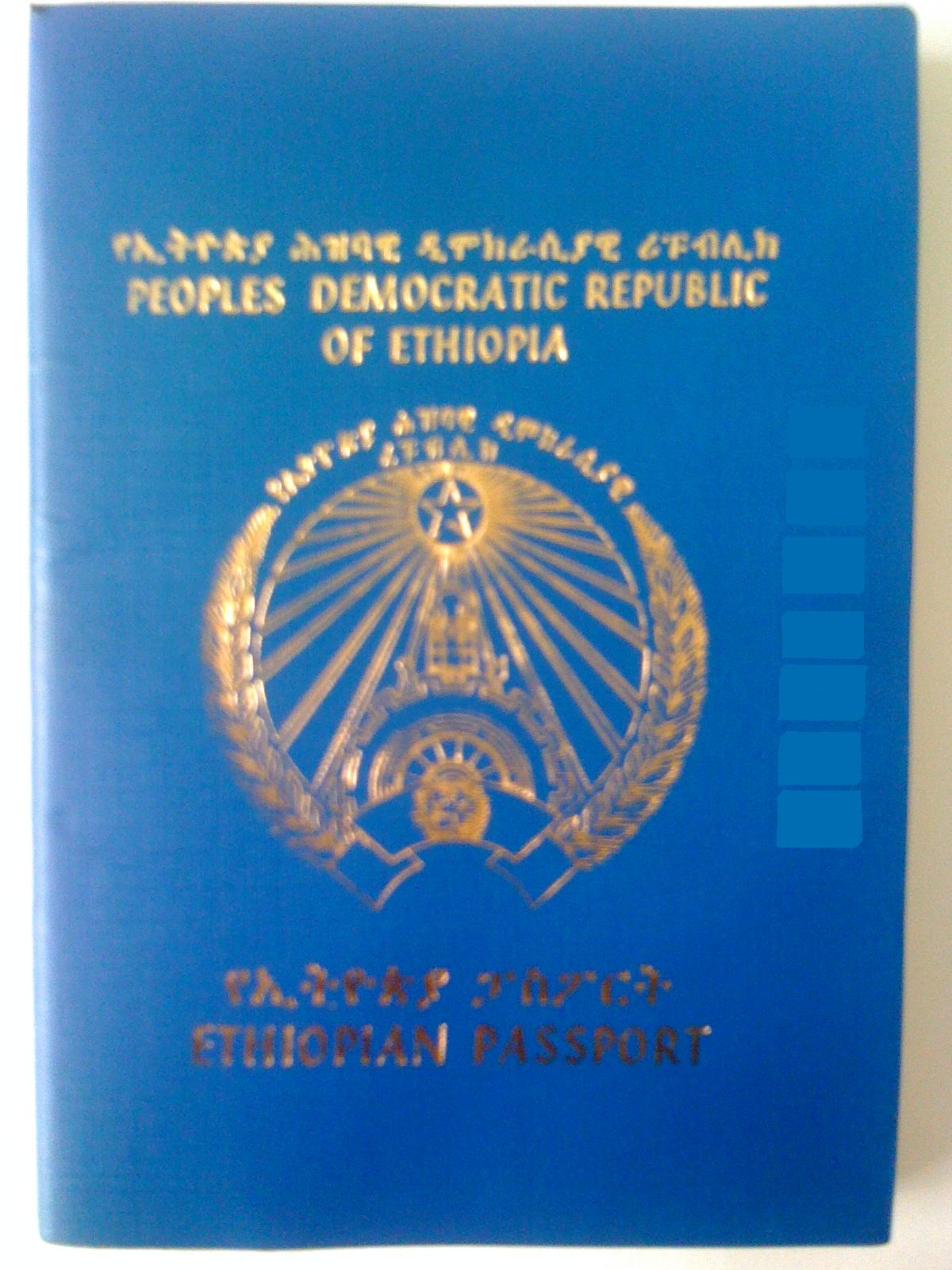
الجواز الإثيوبي السابق تحمل تسمية "جمهورية إثيوبيا الديمقراطية الشعبية" (1987-1991)

جواز السفر الإثيوبي هو وثيقة يتم إصدارها لمواطني إثيوبيا للسفر الدولي. الجواز عبارة عن جواز سفر إلكتروني ذو غلاف عنابي عليه نص جمهورية إثيوبيا الديمقراطية الاتحادية فوق شعار الدولة، ونص جواز السفر تحته باللغتين الأمهرية والإنجليزية. جواز السفر صالح لمدة 5 سنوات ويحتوي على 64 صفحة.

## شروط جواز السفر الجديد
يمكن لمواطن إثيوبي الحصول على جواز سفر في عدة مواقع مختلفة معينة من قبل الحكومة. في السفارة الإثيوبية في لندن رسم الطلب هو 30 جنيه استرليني، وفي واشنطن هو 50 دولارا.

## دول بدون تأشيرة ويمكن أخذ تأشيرة السفر الوصول[2]

### أفريقيا
- جزر القمر تأشيرة صادرة عند الوصول
- الرأس الأخضر تصدر التأشيرة عند الوصول
- جيبوتي تأشيرة شهر واحد عند الوصول
- كينيا 3 أشهر
- مدغشقر تأشيرة 90 يوما عند الوصول
- موزمبيق تأشيرة 30 يوما عند الوصول
- غينيا بيساو شهر
- الصومال شهر [بحاجة لمصدر]
- تأشيرة لمدة 7 أيام تصدر عند الوصول
- أوغندا لمدة 3 أشهر تصدر التأشيرة عند وصوله
- زامبيا تأشيرة لمدة 3 أشهر عند الوصول

### آسيا
- أرمينيا 120 تأشيرة يوميا تصدر عند وصوله
- أذربيجان 30 يوما تصدر تأشيرة عند الوصول
- جورجيا 90 يوما تصدرالتأشيرة عند وصولهم
- بنغلاديش 90 يوما أصدرت التأشيرة عند وصولهم
- كمبوديا 30 يوما أصدرت تأشيرة عند وصوله
- لاوس 30 يوما أصدرت تأشيرة عند وصوله
- ماكاو 30 يوما أصدرت تأشيرة عند وصوله
- جزر المالديف 30 يوما
- الفلبين 21 يوما
- سنغافورة 30 يوما
- سوريا 15 يوما أصدرت تأشيرة عند وصوله
- تيمور الشرقية 30 يوما أصدرت تأشيرة عند وصوله

### أمريكا الشمالية
- دومينيكا 21 يوما
- الإكوادور 90 يوما
- هايتي 3 أشهر
- سانت كيتس ونيفيس 14 يوما
- سانت فينسنت والغرينادين 1 الشهر

### أوقيانوسيا

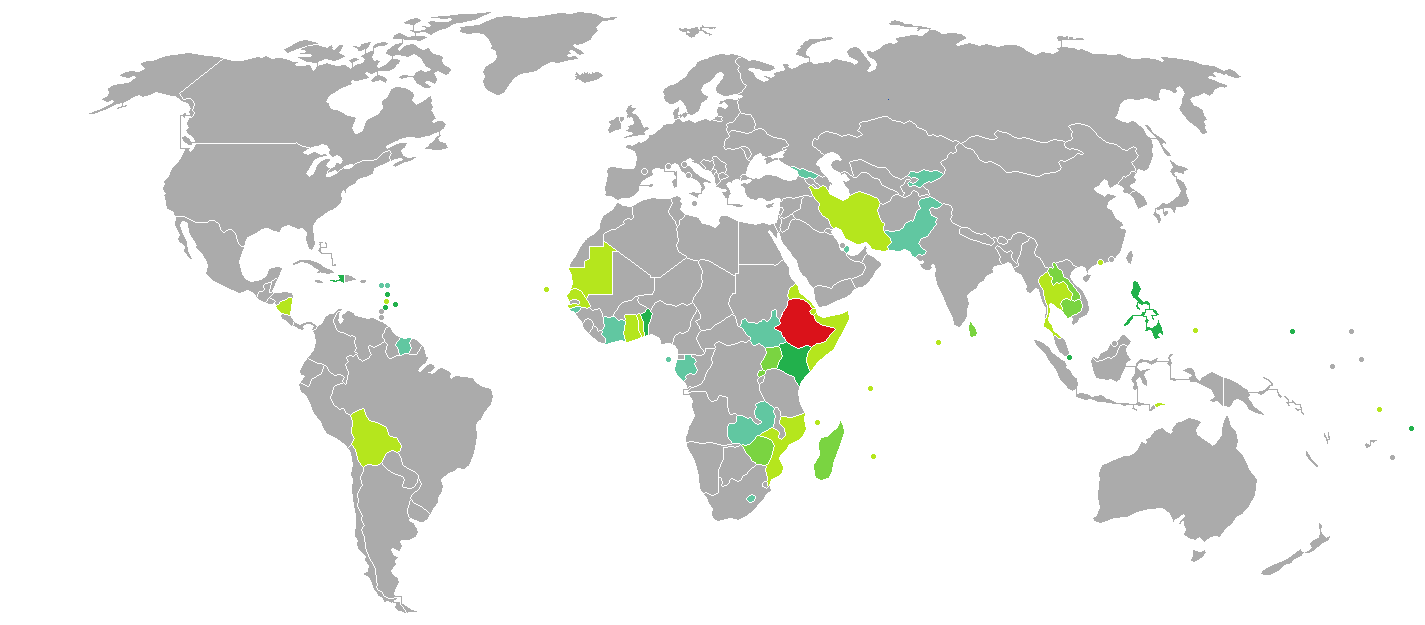
البلدان والأقاليم التي لا تفرض تأشيرة أو تطلب تأشيرة دخول عند الوصول للجهة، لحاملي جوازات السفر الاثيوبية العادية.

- جزر كوك 31
- ميكرونيسيا 30 يوما
- نييوي 30 يوما
- بالاو 30 يوما
- ساموا 60 يوما
- توفالو 1 الشهر
- ساموا 345

## الروابط الخارجية
- شروط جواز السفر الجديد -- السفارة الإثيوبية في لندن
- نيلسون مانديلا أول جواز سفر إثيوبية
- السفارة الإثيوبية في واشنطن